# キングシーサー
キングシーサー. (King Caesar) は、東宝の特撮怪獣映画ゴジラシリーズに登場する架空の怪獣である。別名「伝説怪獣」。

## 特徴
獅子をかたどった沖縄の聖獣シーサーをモチーフとする怪獣。東宝特撮では珍しく人型ではない哺乳類タイプの怪獣であり、立ち上がったシーサーそのものという容姿を持つ。
『ゴジラ対メカゴジラ』（1974年）で初登場。上記の容姿から、沖縄県八重瀬町富盛に所在する石獅子「富盛の石彫大獅子」がモデルとも言われている。

## 登場作品
- 映画
  - ゴジラ対メカゴジラ（1974年）
  - ゴジラ FINAL WARS（2004年）
- 特撮テレビ番組『ゴジラアイランド』（1997年）

『メカゴジラの逆襲』のオープニングの『ゴジラ対メカゴジラ』のダイジェストシーンに1カット写りこんでいる。

## 『ゴジラ対メカゴジラ』のキングシーサー
遥か昔、一族を本土の侵略者から救ったといわれる、古代琉球の安豆味（アズミ）王族の守護神。
額には緑色の宝玉があり、同心円模様のある目は目覚めると赤く発光する。大きな耳は闘争心が高まるとピンと逆立ち、攻撃力なども強化される。上半身は長い毛、下半身は朱銅色の四角いウロコに覆われている。手足ともに指の数は3本で、手には大きな爪があるが、物を掴めるようにはできていない。尻尾は常に立っている。
琉球に危機が訪れるとき、眠りから覚める朱銅色に輝く怪獣と言い伝えられている。沖縄県恩納村の万座毛の岩壁内部にて深い眠りについていたが、沖縄海洋博の工事現場の玉泉洞奥にある琉球古代人の壁画の予言通り、復活の鍵となる像の台座の象形文字を解析して安豆味城跡の石祠の屋根に置物を設置すると、置物の眼が2つの太陽の光を受けて赤く光り、海岸の絶壁にその赤い光線が突き当たることで万座毛の崖の中腹の岩肌が大音響とともに崩れ、巨大な崖穴から姿を現す。王家の末裔である国頭那美の唄「ミヤラビの祈り」に呼応して目覚めて活動を始める。当初はゴジラから沖縄を守るものと思われていたが、実際にはメカゴジラを敵と認識して戦いを挑む。戦闘時には耳が逆立て、相手を威嚇する。
俊敏な動きと鋭い聴覚が武器で、走力や跳躍力に優れ、全力疾走からの頭突きや体当たりなど、積極果敢な戦いを見せる。また、敵の放った破壊光線をプリズム化させた右眼から吸収して増幅し、威力を10倍に強化して左眼から逆照射するという特殊能力を持つ。この能力でメカゴジラのスペースビームを相手に善戦するが、ビーム以外にも実弾や火炎を用いる豊富な武装を持つメカゴジラへの決定打とはならず次第に劣勢へ追い込まれ、遅れて参戦してきたゴジラと共闘することにより、かろうじてメカゴジラの撃破に成功する。最後は岩壁内部へ戻り、ふたたび眠りについた。
制作
本作品の原型となった検討用台本『残波岬の大決斗 ゴジラ対メカゴジラ』では沖縄の伝説怪獣「キングバルガン」が予定されており、準備稿では完成作品でのキングシーサーに近い設定となっている。また、2作品前の『地球攻撃命令 ゴジラ対ガイガン』の原型となった脚本『ゴジラ対宇宙怪獣 地球防衛命令』には南米に伝承される神である魔神ツールが登場しており、後のキングシーサーを思わせるものであった。

デザイン・造形
デザインは井口昭彦。全身は炎をイメージしており、尾を垂らさないことを重視したという。井口は、「不動明王的な仕上がり」と述べている。腿にはアクセントとして鱗状のディテールが描かれていたが、造型では下半身全体にディテールが入れられており、井口は「狙いとは変わった」と述べている。
造形は安丸信行と小林知己、小村完、長沼孝。眼は自動車のテールランプの流用。毛には浅草の専門店から取り寄せたモヘヤを用いている。久須美は、スーツが軽量であったため、軽快な動きが可能であったと述べている。座ったポーズの人形も製作され、岩の中に現れたキングシーサーのロングショットで用いられた。
撮影・演出
演技者は久須美護。
久須美によれば、キングシーサーの出現シーンは火薬の調整に時間がかかり、撮影は1日がかりになったという。絵コンテでは、復活前のキングシーサーをメカゴジラがスペースビームで攻撃し、崖に埋もれさせるというシーンが存在した。
予告編では高くジャンプしてメカゴジラに飛びかかるシーンが存在するが、本編ではカットされた。

## 『ゴジラ FINAL WARS』のキングシーサー
本作品では沖縄の守り神であることには言及されていない。
目は初代と異なり普通であり、初代よりも動物的な顔に見える。頭部には金髪の毛、体には茶色のような色をした毛が生えている。耳は初代と同様、興奮した際にはピンと立つ。全身のウロコは赤く、体毛も少なくなっており、体もスリムになったことで一層細身に見える。初代と同様に手の指は3本で、小ぶりではあるが手は握ることができる。足の指は4本になっており、黒っぽい爪になっている。尻尾の先の毛も頭部と同様の明るい色となっている。
身軽さとスピードを武器にした肉弾戦を中心としたファイトスタイルで戦う。武器は激しい体当たりタックルブレイク、空中蹴りフライング・シーサーアタック。
沖縄臨海部の石油コンビナート地帯を襲撃した後、一度はほかの怪獣たちと同様にX星人によって消滅させられる。しかし、地球侵略の意図を見せたX星人によってふたたび地上に送り込まれるや、富士の裾野にてアンギラスやラドンとともに、進撃を続けるゴジラに戦いを挑む。
敏捷さを活用した肉弾技中心の戦術でゴジラに立ち向かうが、単独では軽くいなされる。この戦闘は「ゴジラに向かってボール状になったアンギラスをサッカーのように蹴り飛ばす」「跳び膝蹴りをかわされて頭から岩山に激突し、すでに圧倒されていたアンギラスやラドンともども折り重なって気絶する」といったコミカルな表現で描かれており、脚本上で存在したとどめの放射熱線は省略されている。
- 書籍『ゴジラ大辞典【新装版】』では、名称をキングシーサー（2代目）と記載している[68]。

制作
監督の北村龍平は、『ゴジラ対メカゴジラ』をゴジラシリーズで一番好きな作品に挙げており、キングシーサーの登場も北村からの提案によるものであった。
スーツアクターは中川素州。
デザイン・造形
デザインは西川伸司。原典に近い配色のものも描かれたが、最終的にシナリオのイメージで配色されたものとなった。北村から「頭をもう少し大きく」というリテイクを出したことで修正したが、造形されたスーツの頭部は細身の体とのバランスもあり、さほど大きくはなかった。
造形はMONSTERSが担当。頭部原型は藤原カクセイが手掛けた。スーツは中川の全身マネキンを基に1体が製作された。先に型取りする部分の原型には水粘土が使用されているが、時間経過によってひび割れを起こすため、頭部などの時間がかかる部分の原型は油粘土で製作された。スーツ内の余裕のある所に口の開閉などのギミックのモーターが仕込まれるのが主であるが、キングシーサーだけは頭部内にモーターが仕込まれている。スーツは、デザイン画よりも人間的な造形となった。西川は、北村による指示で頭を大きく描き直したが、結局造型では小ぶりになっていたと述べている。体毛には『北京原人 Who are you?』などで使用されたボストンのナショナル・ファイバー・テクノロジー社製のものが使用された。
スーツは展示用に改修され、2023年時点で現存が確認されている。
撮影・演出
スーツは動きやすさが重視されており、機敏な動きを実現していると評されるが、スーツアクションコーディネーターを務めた喜多川務は実際には頭が大きくてバランスが悪かったと証言しており、動きやすいと思われてしまっていたことに中川の辛さがあったと語っている。
アンギラスとラドンを叩きのめされた結果、耳を立てて身震いしながら怒るなど、生物感のある動きが試みられた。中川は旧作の映像をビデオで観て予習していたが、特殊技術の浅田英一や喜多川からは旧作のイメージを忘れるように指示されたうえ、現場に入るとアクションが多く演技どころではなかったという。
飛翔の演技の際には縛帯を付けて演じている。
西川によれば、沖縄襲撃の際に現地住民の老人が「シーサー様どうされたのじゃ」と発するシーンがあったが本編ではカットされ、2006年にはそのことを自身のホームページにて残念がっている。

## 『ゴジラアイランド』のキングシーサー
ゴジラアイランドの悟りの森に生息する怪獣。島の怪獣では一番の年配で「長老」と呼ばれている。神秘の力に精通しており、ゴジラがガイガンに敗れた際には、修行によって新技を習得させる。また、「怪獣神社」の番人もしており、スペースゴジラの悪霊に取りつかれたゴジラを札（）によって救出する。
メカキングギドラとの戦いでは口から光線を吐く。
- 造形物はバンダイのソフビ人形東宝怪獣シリーズ[96]。

## その他
- 劇団こがねむしによる怪獣人形劇『ゲキゴジ』には、キングシーサーがモチーフのキャラクターのヤングシーサー[97]とミヤラビちゃん[98]が登場する。
- アニメ映画『GODZILLA』の前日譚を描く小説『GODZILLA プロジェクト・メカゴジラ』にも登場。2029年のメガロによる沖縄進行の際、恩納村万座毛付近から突如出現し、沖縄の守り神としてメガロと相打ちになって倒れるが、市街の被害は最小限に留まった[99]。